# Aída Martínez Carreño
Aída Martínez Carreño (Bucaramanga, 16 de abril de 1940-Tabio, 28 de mayo de 2009) fue una historiadora y escritora colombiana. Miembro de número con la silla 4 de la Academia Colombiana de Historia y premio nacional de historia en 1995. Sus temas principales fueron la historia de la vida cotidiana y el siglo XIX en Colombia. Se le reconoce su aporte por trabajar en una línea de la historia fundamentada en las fuentes materiales e iconográficas distintas al documento escrito.

## Biografía
Nació el 16 de abril de 1940 en la ciudad de Bucaramanga (Santander, Colombia) y murió el 28 de mayo de 2009 en su casa de Tabio (Cundinamarca). A los 18 años contrajo primeras nupcias con Christian Fred Hederich Ordóñez; de este matrimonio vienen sus cuatro hijos. Se casó por segunda vez con Julio Carrizosa Umaña, con quien vivió hasta el final de sus días.
Fue directora del Fondo Cultural Cafetero, financiado por el banco Bancafé, entre 1974 y 1990, en donde consolidó el Museo del Siglo XIX (Colombia). Allí realizó innumerables exposiciones e investigaciones sobre la vida cotidiana en el siglo XIX en Colombia y escribe su primer libro, titulado "Mesa y Cocina en el Siglo XIX".
Una vez se retiró de Fondo Cultural Cafetero, su actividad académica se intensificó. Por esta época actúa como miembro de la Comisión Nacional Conmemorativa de los Quinientos Años del Descubrimiento de América, actividad que fue reconocida con la condecoración "Lazo de Dama de la Orden de Isabel la Católica", otorgada por el gobierno de España. En 1995 obtuvo el "Premio Nacional de Historia" en la Convocatoria Nacional de Colcultura con el trabajo "Extravíos: el mundo de los criollos ilustrados", en el que dio a conocer la vida de Micaela Mutis (1783-1841).  En 1997 se hizo miembro de número de la Academia Colombiana de Historia.
Aunque le interesaron todos los temas de la historia de Colombia, hubo dos áreas que fueron de su particular interés: la historia de la cultura material y la historia de las mujeres. En el primer caso le atrajeron, de manera especial, el tema de la alimentación, la cocina, el vestido y la casa. Y en el segundo, muchas de sus investigaciones buscaron rescatar a las mujeres de todos los grupos sociales y étnicos para la historia del país.
Participó activamente en numerosos proyectos culturales, entre los que se puede destacar la publicación [[Credencial 
Historia (revista)]] y la edición de diferentes libros. La última de sus publicaciones: "Colombia-desde el descubrimiento hasta la guerra de los mil días" fue finalizada apenas unos días antes de su muerte. Con posterioridad a ella, han aparecido varias nuevas ediciones de algunos de sus libros, especialmente "Mesa y Cocina en el siglo XIX", y compilaciones de algunos de sus trabajos dispersos en diferentes revistas.

## Distinciones
- "Mujer del año", Woman´s Club de Bucaramanga, 1982
- "Lazo de Dama de la Orden de Isabel la Católica" otorgado por el rey Juan Carlos I de España el 24 de junio de 1991.
- "Medalla Simón Bolívar", del Gobierno Nacional de Colombia en octubre de 1993
- "Mujer del Milenio", Woman´s Club de Bucaramanga, 2000
- "Medalla al Mérito" de la Federación Nacional de Cafeteros, por su aporte a la cultura, 2009.
- "Medalla al Mérito Cultural", Ministerio de Cultura de Colombia, mayo de 2009

## Publicaciones
- Martínez Carreño, Aída (1985), Mesa y Cocina en el Siglo XIX, Bogotá, Colombia: Fondo Cultural Cafetero.. Reeditado por Editorial Planeta, Bogotá (1990) y por Mincultura, Bogotá (2012)

- Martínez Carreño, Aída (1995), La prisión del vestido: aspectos sociales del traje en América, Bogotá, Colombia: Editorial Planeta.

- Martínez Carreño, Aída (1995).  Mujeres y familia en Las mujeres en la historia de Colombia, T. 2. p. 292-321. Bogotá, Colombia: Presidencia de la República-Editorial Norma

- Martínez Carreño, Aída (1996), Extravíos: El Mundo de los Criollos Ilustrados, Bogotá, Colombia: Colcultura.. Reeditado por la Universidad Industrial de Santander. Bucaramanga (Colombia), 2009.

- Martínez Carreño, Aída (1997), Presencia Femenina en la Historia de Colombia, Bogotá, Colombia: Academia Colombiana de la Historia.

- Martínez Carreño, Aída (1999), La guerra de los Mil Días: testimonios de sus protagonistas, Bogotá, Colombia: Editorial Planeta.

- Martínez Carreño, Aída (2002), Crónicas Históricas, Bogotá, Colombia: Colseguros.

- Martínez, Aída & Rodríguez, Pablo, ed. (2002). Placer, Dinero y Pecado: Historia de la Prostitución en Colombia. Bogotá Colombia: Editorial Aguilar.

- Martínez Carreño, Aída (2004), Gun Club: Bogotá., Bogotá, Colombia: Editorial Panamericana.

- Martínez Carreño, Aída, ed. (2005). Bartolomé Rugeles. Diarios de un comerciante bumangués. 1899-1938. Bogotá Colombia: UNAB, Academia Colombiana de Historia, Cámara de Comercio de Bucaramanga, Ministerio de Educación Nacional.

- Martínez Carreño, Aída; Martínez Garnica, Armando; Hernández, Carlos; Guerrero, Amado; García Quintero, Felipe (2005). Santander: La aventura de pensarnos. Bucaramanga, Colombia: Universidad Industrial de Santander.

- Martínez Carreño, Aída (2009), Colombia. Desde el Descubrimiento hasta la Guerra de los Mil Días, Bogotá, Colombia: Editorial Norma.

- Martínez Carreño, Aída (2011). Borja, J. & Rodríguez, P.. ed. La Deconstrucción del Héroe: tres etapas en la vida de Antonio Nariño en "Historia Privada de la Vida en Colombia T.1". p. 285-305. Bogotá, Colombia: Editorial Taurus

- Ojeda Avellaneda, Ana Cecilia; Serrano Gómez, Rocío; Martínez Carreño, Aída (2009). Josefa Acevedo de Gómez. Bucaramanga, Colombia: Universidad Industrial de Santander.

- Martínez Carreño, Aída (2012), Ensayos Históricos, comp. Angie Rico, Bucaramanga, Colombia: Universidad Industrial de Santander, Colección Temas y Autores Regionales..